# Сельское поселение Никольское (Московская область)
Се́льское поселе́ние Нико́льское — упразднённое муниципальное образование (сельское поселение) в Одинцовском районе Московской области. Образовано в 2005 году, включило 30 населённых пунктов позже упразднённых Волковского, Никольского и Шараповского сельских округов.
Административный центр — посёлок Старый Городок.
Глава сельского поселения — Супрунов Юрий Петрович. Председатель Совета депутатов — Басенко Алексей Валерьевич.

## Границы
Муниципальное образование граничило с:
- Рузским районом Московской области (на западе)
- сельским поселением Ершовское (на севере)
- городским округом Звенигород (на северо-востоке)
- сельским поселением Захаровское (на востоке)
- сельским поселением Часцовское (на востоке)
- Городским поселением Кубинка (на юге)

Площадь территории сельского поселения — 13 540 га.

## Население
| 2006    | 2007    | 2008    | 2009    | 2010    | 2011    |
| ------- | ------- | ------- | ------- | ------- | ------- |
| 13 079  | ↘12 973 | ↗13 103 | ↗13 537 | ↗22 151 | ↘21 964 |
| 2012    | 2013    | 2014    | 2015    | 2016    | 2017    |
| →21 964 | ↘21 671 | ↘21 335 | ↘20 948 | ↘20 633 | ↘20 338 |
| 2018    | 2019    |         |         |         |         |
| ↘20 087 | ↘19 832 |         |         |         |         |

## История
Муниципальное образование сельское поселение Никольское в существующих границах было образовано на основании закона Московской области «О статусе и границах Одинцовского муниципального района и вновь образованных в его составе муниципальных образований» из упразднённых административно-территориальных единиц: Волковского, Никольского и Шараповского сельских округов Одинцовского района Московской области.
5 февраля 2019 года упразднено вместе со всеми другими поселениями Одинцовского муниципального района в связи с их объединением с городским округом Звенигорода в Одинцовский городской округ.

## Состав сельского поселения
По состоянию на 2010 год сельское поселение Никольское включало 30 населённых пунктов (11 посёлков, 4 села и 15 деревень):
| Вид населённого пункта | Наименование                         | Население, (2010) | ОКАТО          | Бывшая территориальная единица |
| ---------------------- | ------------------------------------ | ----------------- | -------------- | ------------------------------ |
| деревня                | Агафоново                            | 8                 | 46 241 812 013 | Волковский сельский округ      |
| деревня                | Аниково                              | 48                | 46 241 812 004 | Волковский сельский округ      |
| посёлок                | Базы отдыха Солнечная Поляна         | 266               | 46 241 812 006 | Волковский сельский округ      |
| посёлок                | Базы отдыха ВТО                      | 36                | 46 241 867 008 | Шараповский сельский округ     |
| деревня                | Белозёрово                           | 14                | 46 241 867 006 | Шараповский сельский округ     |
| посёлок                | Биостанции                           | 17                | 46 241 812 002 | Волковский сельский округ      |
| деревня                | Бушарино                             | 16                | 46 241 812 008 | Волковский сельский округ      |
| деревня                | Власово                              | 6                 | 46 241 812 011 | Волковский сельский округ      |
| деревня                | Волково                              | 18                | 46 241 812 007 | Волковский сельский округ      |
| деревня                | Гигирево                             | 292               | 46 241 812 001 | Волковский сельский округ      |
| посёлок                | Института физики атмосферы (ИФА РАН) | 391               | 46 241 867 010 | Шараповский сельский округ     |
| посёлок                | Клин                                 | 6                 | 46 241 867 003 | Шараповский сельский округ     |
| посёлок                | Криуши                               | 11                | 46 241 849 003 | Никольский сельский округ      |
| село                   | Луцино                               | 175               | 46 241 812 005 | Волковский сельский округ      |
| деревня                | Мартьяново                           | 6                 | 46 241 867 005 | Шараповский сельский округ     |
| деревня                | Никифоровское                        | 8                 | 46 241 812 012 | Волковский сельский округ      |
| село                   | Никольское                           | 213               | 46 241 849 001 | Никольский сельский округ      |
| деревня                | Новошихово                           | 43                | 46 241 867 009 | Шараповский сельский округ     |
| посёлок                | Новый Городок                        | 9154              | 46 241 849 004 | Никольский сельский округ      |
| деревня                | Пестово                              | 11                | 46 241 867 007 | Шараповский сельский округ     |
| деревня                | Пронское                             | 34                | 46 241 867 002 | Шараповский сельский округ     |
| деревня                | Рязань                               | 21                | 46 241 812 009 | Волковский сельский округ      |
| посёлок                | Санатория им. В. П. Чкалова          | 20                | 46 241 812 003 | Волковский сельский округ      |
| посёлок                | Санатория им. Герцена                | 3259              | 46 241 849 005 | Никольский сельский округ      |
| посёлок                | станции 192-й км                     | 15                | 46 241 867 011 | Шараповский сельский округ     |
| посёлок                | Старый Городок                       | 6116              | 46 241 849 002 | Никольский сельский округ      |
| село                   | Троицкое                             | 51                | 46 241 812 010 | Волковский сельский округ      |
| деревня                | Чапаевка                             | 290               | 46 241 849 006 | Никольский сельский округ      |
| село                   | Шарапово                             | 1554              | 46 241 867 001 | Шараповский сельский округ     |
| деревня                | Ястребки                             | 52                | 46 241 867 004 | Шараповский сельский округ     |